# Ariel Severino
Ariel Adonis Severino (1920 - 29 de julio de 1967) fue un actor, cineasta, escenógrafo teatral y pintor uruguayo. Es padre del artista Ariel Artigas Severino.

## Biografía
Su primera participación en el mundo del cine ocurre con El pequeño héroe del Arroyo del Oro una película muda del año 1929 producida en Uruguay y en la que fue protagonista. Esta obra es considerada el primer éxito cinematográfico de la historia en el sur del continente. 
En 1942 realiza los diseños de los personajes para el libro y la obra teatral La amazonía. De ahí salta a escenógrafo con Los tres mosqueteros cinta de 1946 protagonizada por Armando Bó, Roberto Airaldi y Francisco Pablo Donadío, dirigida por Julio Saraceni, seguida por Su última pelea, El cantor del pueblo y Pelota de trapo (1948).
En 1949 llega a Venezuela como parte de la producción de la cinta La balandra Isabel llegó esta tarde, película de producción venezolana-argentina dirigida por Carlos Hugo Christensen y protagonizada por Arturo de Córdova, Virginia Luque y Juana Sujo, la cual ganó en 1951 el premio a la mejor fotografía en el Festival de Cannes. En ese periodo conoció al músico Billo Frómeta, diseñando el logo de la orquesta en ese mismo 1949. Entablaron una amistad a tal punto que se cree erromeamente que Billo le compuso la guaracha «Ariel», uno de los clásicos bailables de su orquesta Billo's Caracas Boys. Sin embargo, la famosa guaracha ya había sido compuesta en Cuba por el autor JOSE CARBÓ MENENDEZ, para ser grabada originalmente por el TRIO DURANGO y el grupo SON CLAVE DE ORO. Luego vendrían las grabaciones de ese tema por la Orquesta de LUIS ALFONZO LARRAIN y las de Billos Caracas Boys en las voces de Manolo Monterrey 1947 Cheo García 1963 y Oscar D'León 1987
En Venezuela realizó una gran cantidad de obras pictóricas, especialmente mediante la técnica de esmalte sobre metal. Produce como decorador y segundo director "Amanecer a la vida" (1950) «Noche de milagros» (1954) y «Yo y las mujeres» (1959) y como director hizo «Territorio Verde»(1952). 
Funda junto a Alberto de Paz y Mateos «El Nuevo Grupo» y con Horacio Peterson, trabaja en el Ateneo de Caracas en donde hace las escenografías montadas durante esos años. Entre 1959 y 1961 hace las escenografías para el teatro de La Scala de Milán, trabajando junto con Franco Zeffirelli. 
Muere trágicamente el 29 de julio de 1967 durante el terremoto de Caracas. Su gran amigo Billo Frómeta al enterarse de la noticia, decidió no incluir en los bailes de su orquesta la guaracha Ariel hasta 1970.